# Chiesa del Carmine (Furnari)

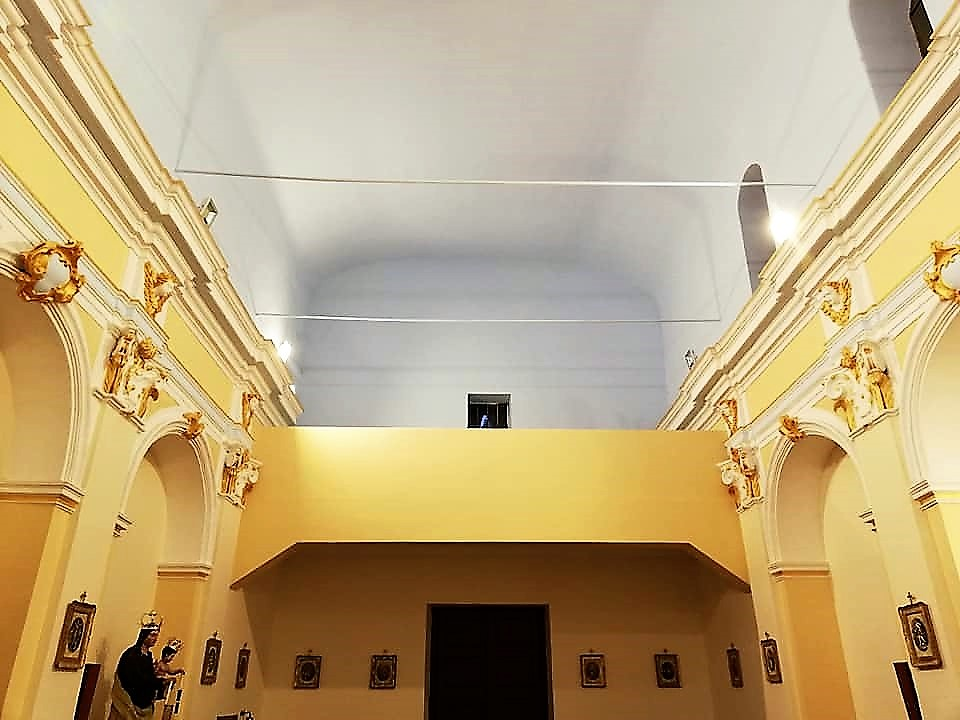
Controfacciata e cantoria.

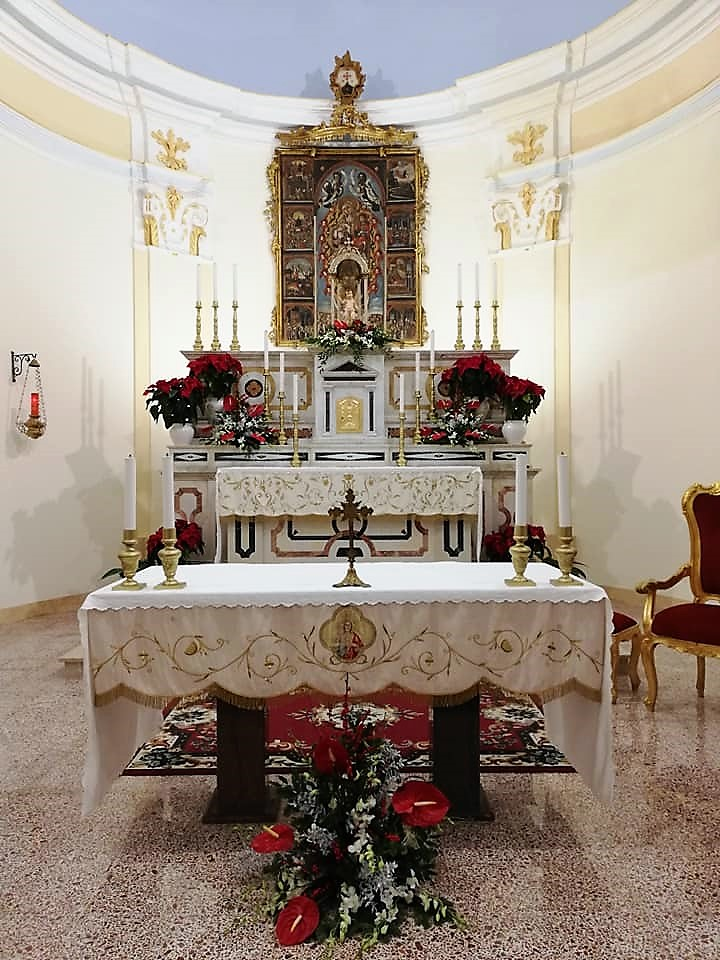
Altare maggiore.

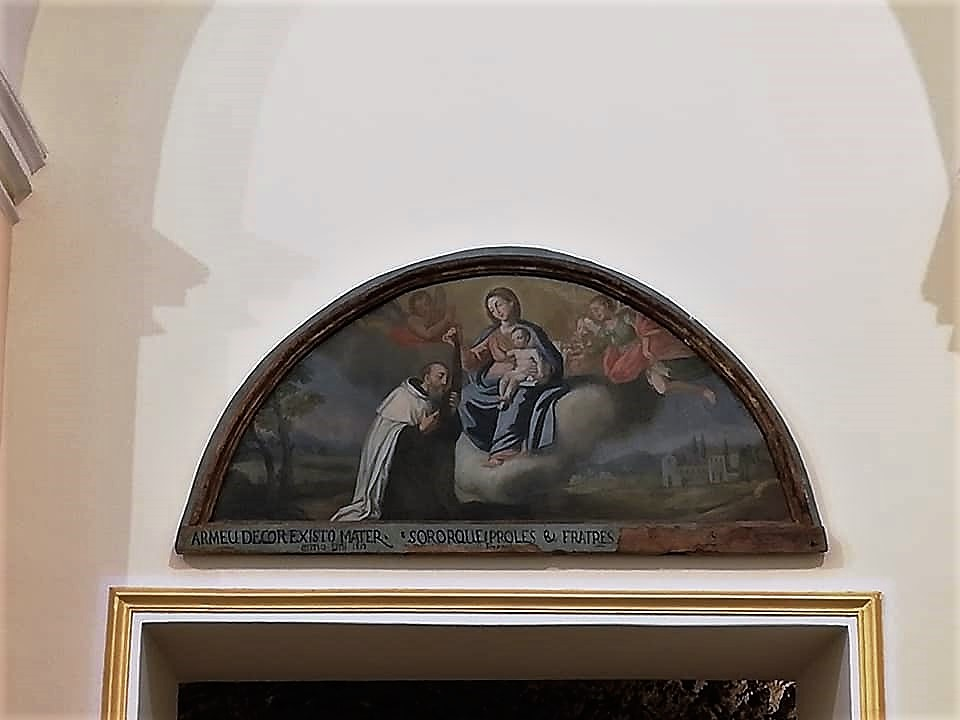
Lunetta.

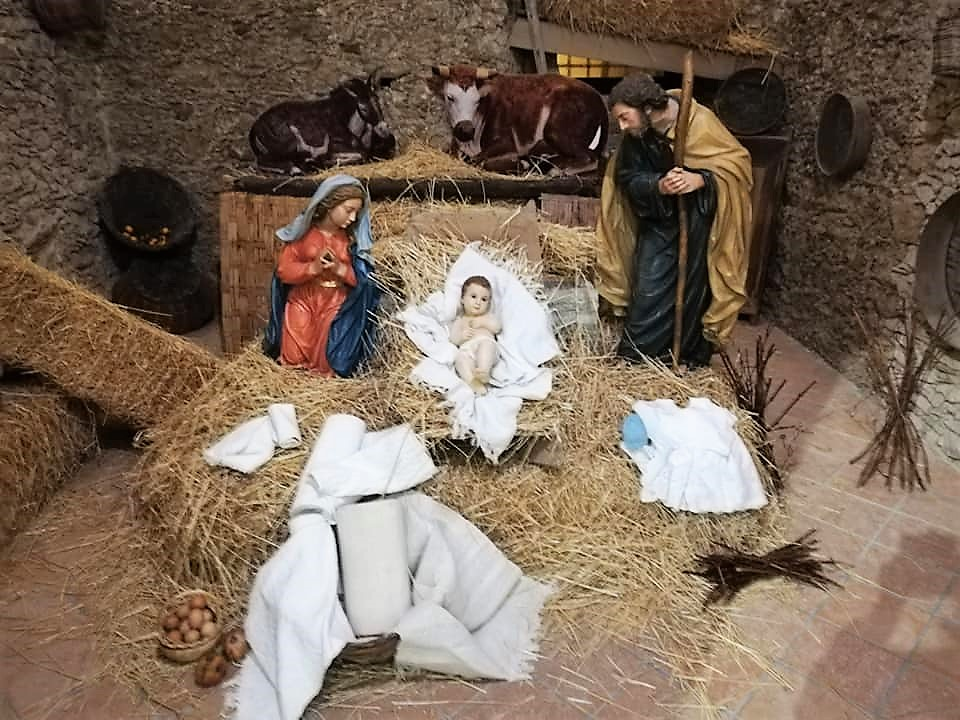
Vano.

La chiesa del Carmine con l'ex convento dei religiosi dell'Ordine carmelitano costituiscono un polo monumentale ubicato in via Uffici sulle alture della zona collinare di Furnari. Appartenente all'arcidiocesi di Messina-Lipari-Santa Lucia del Mela, vicariato di Montalbano Elicona sotto il patrocinio del Sacro Cuore, parrocchia di Santa Croce.

## Storia

### Epoca arabo - normanna
Nel 1000 - 1100, esisteva una cappella in stile arabo con volta, dove si venerava una tavola raffigurante la Vergine Annunziata. Quest'ambiente, ancora esistente, è ubicato fra l'aula ed il campanile.
I Carmelitani per l'interessamento della famiglia Furnari, costruirono il loro convento sull'altura della parte collinare della cittadina, in una zona già consacrata al Mistero dell'Incarnazione. Nella provincia i Carmelitani si insediano a Messina nel 1238, a Milazzo nel 1570, a Barcellona Pozzo di Gotto nel 1579.
Sebbene l'Ordine della Beata Vergine del Monte Carmelo sia attestato e documentato in Sicilia in seguito al rientro della regina Adelasia del Vasto dopo gli eventi derivanti lo sfortunato matrimonio con Baldovino I di Gerusalemme, è tuttavia probabile che primitive cellule eremitiche provenienti dal monte Carmelo avessero già colonizzato alcuni villaggi dell'isola insediandosi per diffondere il cristianesimo da conversione.

### Epoca spagnola
L'aggregato conventuale perfezionato nelle forme attuali fu edificato a partire dal 1547. La chiesa, il convento ed il chiostro quadrato serravano con le loro fabbriche il primitivo luogo di culto compreso tra la navata ed il campanile.

### Epoca unitaria
Il polo monumentale fu confiscato dal governo italiano nel 1866 dopo l'emanazione delle leggi eversive. I frati furono costretti ad abbandonare la chiesa, il convento, le terre che si estendevano da contrada "Loco" all'attuale cimitero.

### Epoca contemporanea
Nel 1930 l'arciprete Genovese ottenne dallo Stato italiano l'affidamento della chiesa all'arcipretura, ed alcune stanze annesse alla chiesa. La Madonna del Carmelo tornò ad essere portata in processione per le vie del paese.

## Esterno
Semplice prospetto ad intonaco delimitato da paraste con pinnacoli sommitali e tetto a capanna. Unico varco centrale con portale sormontato da finestra. 
Ad occidente, addossati all'aula, rispettivamente gli uffici parrocchiali e il campanile su tre ordini con cella campanaria sormontata da cupoletta.
Controfacciata con cantoria.

## Interno
Impianto a navata unica rettangolare, arcate laterali, pareti scandite da lesene con capitelli corinzi sormontate da cornicione.

### Parete destra
Varco per gli uffici parrocchiali. 
- Prima arcata: piedistallo con statua raffigurante la Madonna del Carmelo.
- Seconda arcata: varco di passaggio al primitivo vano d'epoca araba.Lunetta con dipinto raffigurante episodio carmelitano.
- Terza arcata: Santissimo Crocifisso. Crocifisso, manufatto ligneo commissionato nel 1630 dalla famiglia Ravidà allo scultore frate Innocenzo da Petralia, opera proveniente dall'altare maggiore della chiesa madre, luogo di culto soggetto a restauri.

### Parete sinistra
- Prima arcata.
- Seconda arcata: Nicchia con statua.
- Terza arcata: Dipinto raffigurante la Vergine e le Anime Purganti.

## Presbiterio
Sulla sopraelevazione dell'altare maggiore il dipinto dedicato alla Madonna e alla devozione del Carmelo, a forma di trittico, della scuola di Tommaso De Vigilia, della seconda metà del Cinquecento.

## Opere documentate
- 1750c., Madonna delle Grazie ritratta tra i Sant'Antonio Abate, Santa Teresa d'Avila, Santa Maria Maddalena de' Pazzi, San Nicola di Bari, San Spiridione di Trimitonte e Santa Lucia, olio su tela.
- ?, Sant'Alberto degli Abati raffigurato tra San Vito, San Cosma e San Damiano, olio su tela.

## Cripta
Tanti sono stati i morti sepolti in questa chiesa sia all'interno che all'esterno nel giardino del convento.
Nel mese di agosto dell'anno 1898 l'interno della chiesa fu ripavimentato a spese dei fedeli, così coprirono le numerose bocche in pietra, delle antiche fosse comuni lasciando qualche lapide di marmo.

## Convento
Ad occidente, dopo il campanile, il corpo settentrionale rinnovato dell'ex convento, struttura adibita a sede del comune.

## Cimitero
Nel 1878 fu aperto il cimitero nella terra che apparteneva ai carmelitani.